# چیه تسوجی
چیه تسوجی (انگلیسی: Chie Tsuji؛ زادهٔ ۹ اوت ۱۹۶۹) بازیکن والیبال اهل ژاپن بود.